# Radomir Antić
Radomir Antić (Žitište, 22. studenoga 1948. – Madrid, 6. travnja 2020.), bio je srbijanski nogometni trener i bivši profesionalni nogometaš, koji je igrao na poziciji braniča.
Slovio je za jednoga od najuspješnijih srbijanskih nogometnih trenera u povijesti, s obzirom na to da je jedini trener u svijetu koji je u karijeri vodio tri španjolska velikana – Atlético Madrid, Real Madrid i Barcelonu.
Preminuo je u Madridu, 6. travnja 2020. godine, u 72. godini života nakon teške bolesti.